# Buchen-Streckfuß
Der Buchen-Streckfuß (Calliteara pudibunda), auch Buchenrotschwanz oder verkürzt Streckfuß bzw. Rotschwanz genannt, ist ein Schmetterling (Nachtfalter) aus der Unterfamilie der Trägspinner (Lymantriinae) innerhalb der Familie der Eulenfalter (Noctuidae).

## Merkmale

### Präimaginalstadien

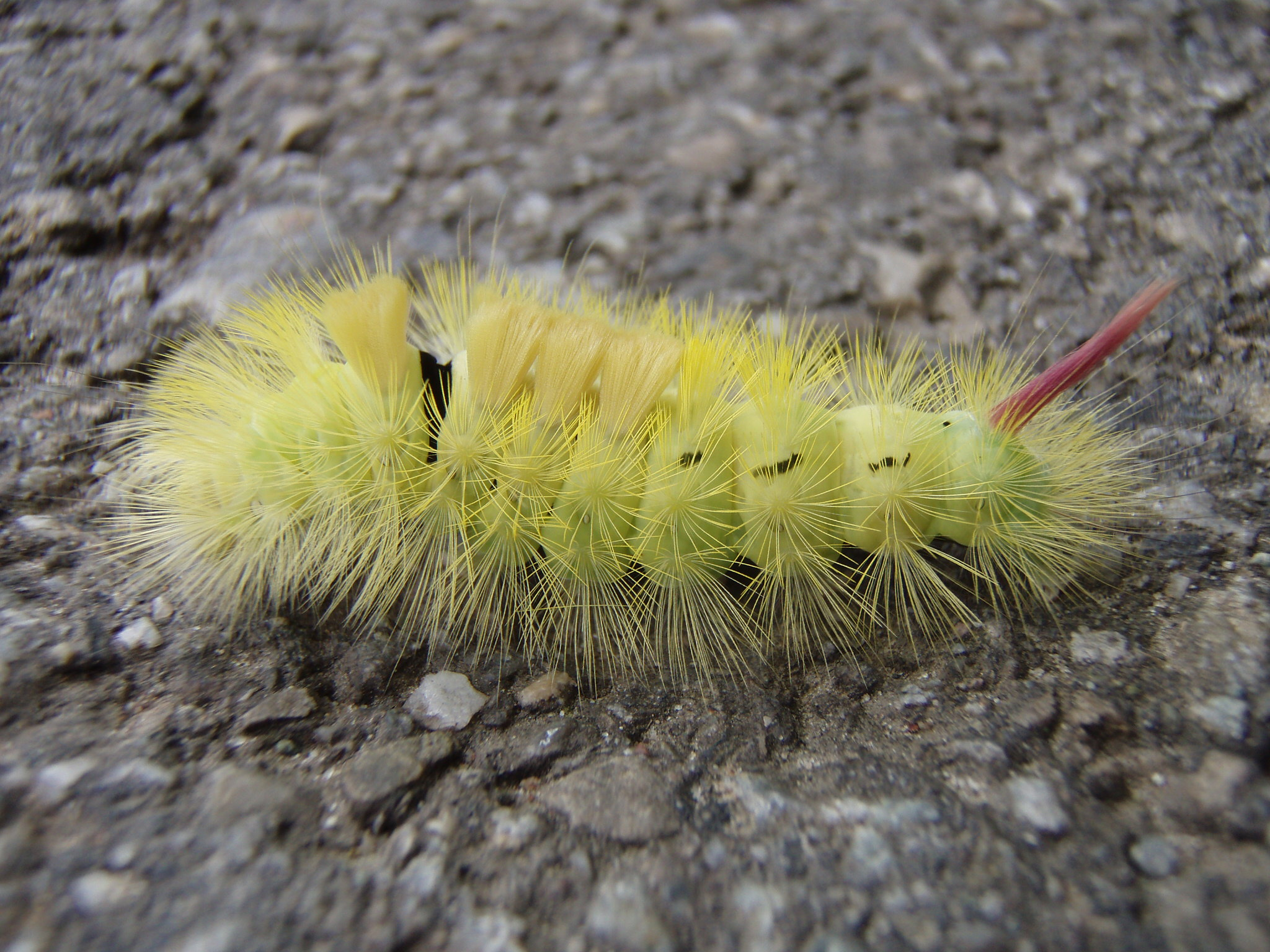
Raupe der gelben Farbvariante

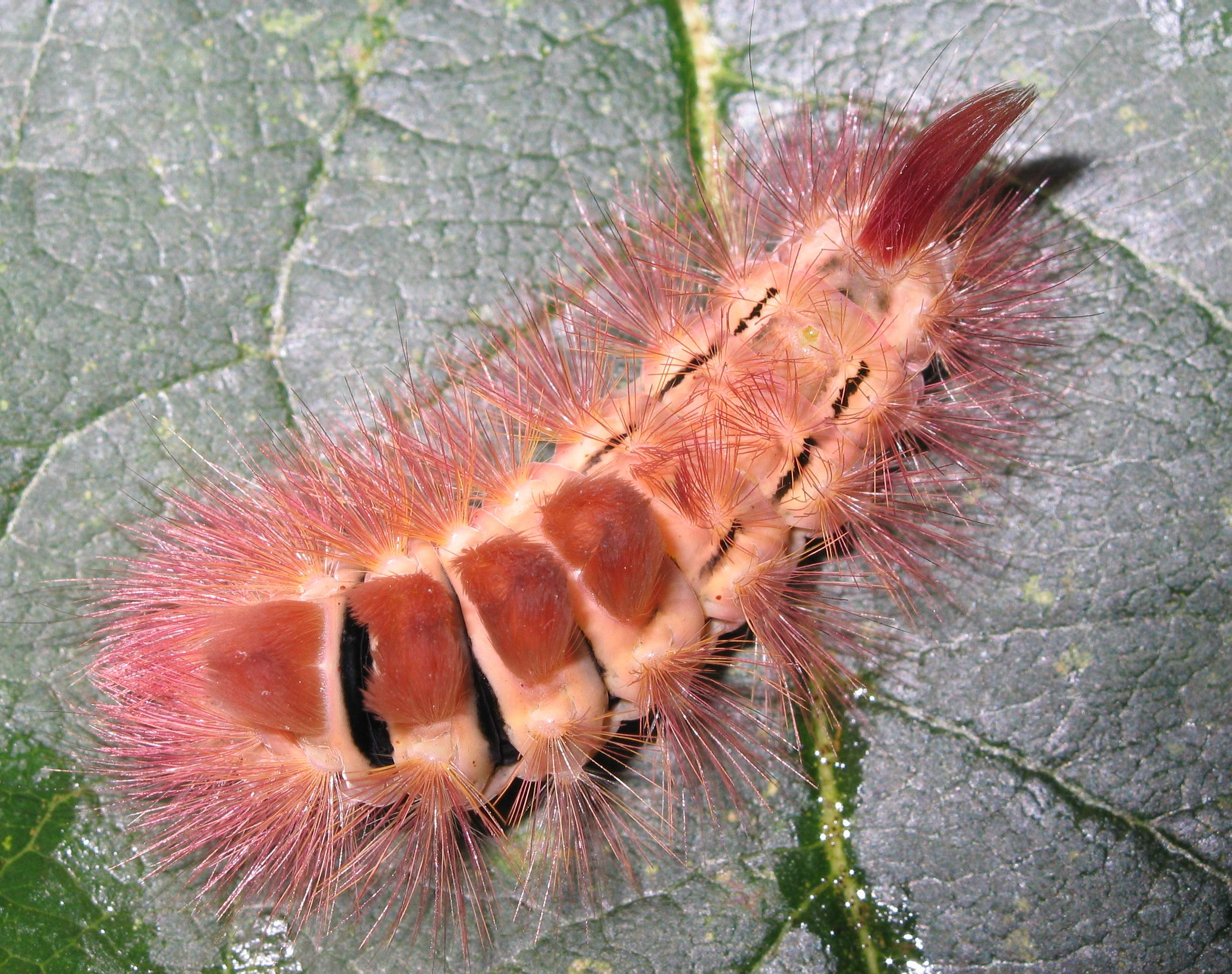
Raupe der roten Farbvariante

Die Raupen werden ca. 50 Millimeter lang, wobei weibliche oft größer als männliche Tiere werden können, wie bei den Adulten auch. Ihre Grundfärbung ist anfangs weißlichgrün oder gelbgrün, später kräftig gelbgrün oder braunrosa. Die Tiere sind auffallend behaart. Sie tragen zahlreiche lange, der Grundfärbung angepasste Haare an den Seiten; am Rücken erst nach dem siebten Segment. Auf den Segmenten vier bis sieben weisen sie sehr dichte, ebenfalls wie die Grundfärbung oder sehr hell gefärbte, nach oben gerichtete Haarpinsel auf. Auf dem elften Segment tragen sie einen weiteren, aber nach hinten gerichteten, rot oder orange gefärbten Haarpinsel, der deutlich weniger, aber längere Haare aufweist, als die übrigen Büschel. Bei den rosa gefärbten Raupen variiert dessen Färbung auch bis schwarz. Zwischen den Segmentringen sind die Raupen samten schwarz gefärbt. Diese Bereiche kann man deutlich erkennen, wenn sich die Raupen bei Gefahr zusammenrollen. Unterseitig sind die Raupen ebenfalls samtschwarz.
Wegen des roten Haarbüschels am Hinterleib der Raupen werden die Falter auch Rotschwanz genannt. Der gleiche Name wird auch für Singvögel aus der Gattung Phoenicurus verwendet, zu der Garten- und Hausrotschwanz gehören.

### Imagines
Die Falter erreichen eine Flügelspannweite von 37 bis 67 Millimetern, wobei die Weibchen meist deutlich größer als die Männchen werden. Die Vorderflügel beider Geschlechter sind fein hellgrau gemustert und weisen zwei bis vier dunkle Zackenbinden auf. Bei den Männchen ist das mittlere Drittel der Flügel oft dunkler braun oder grau gefärbt. Es gibt sowohl sehr helle Formen, bei denen man im Extremfall nur die dunklen Zackenbinden auf hellem Grund erkennen kann, als auch dunkle Formen, einfarbig dunkelbraun oder dunkelgrau. Die Vorderbeine sind dicht behaart und langgestreckt.

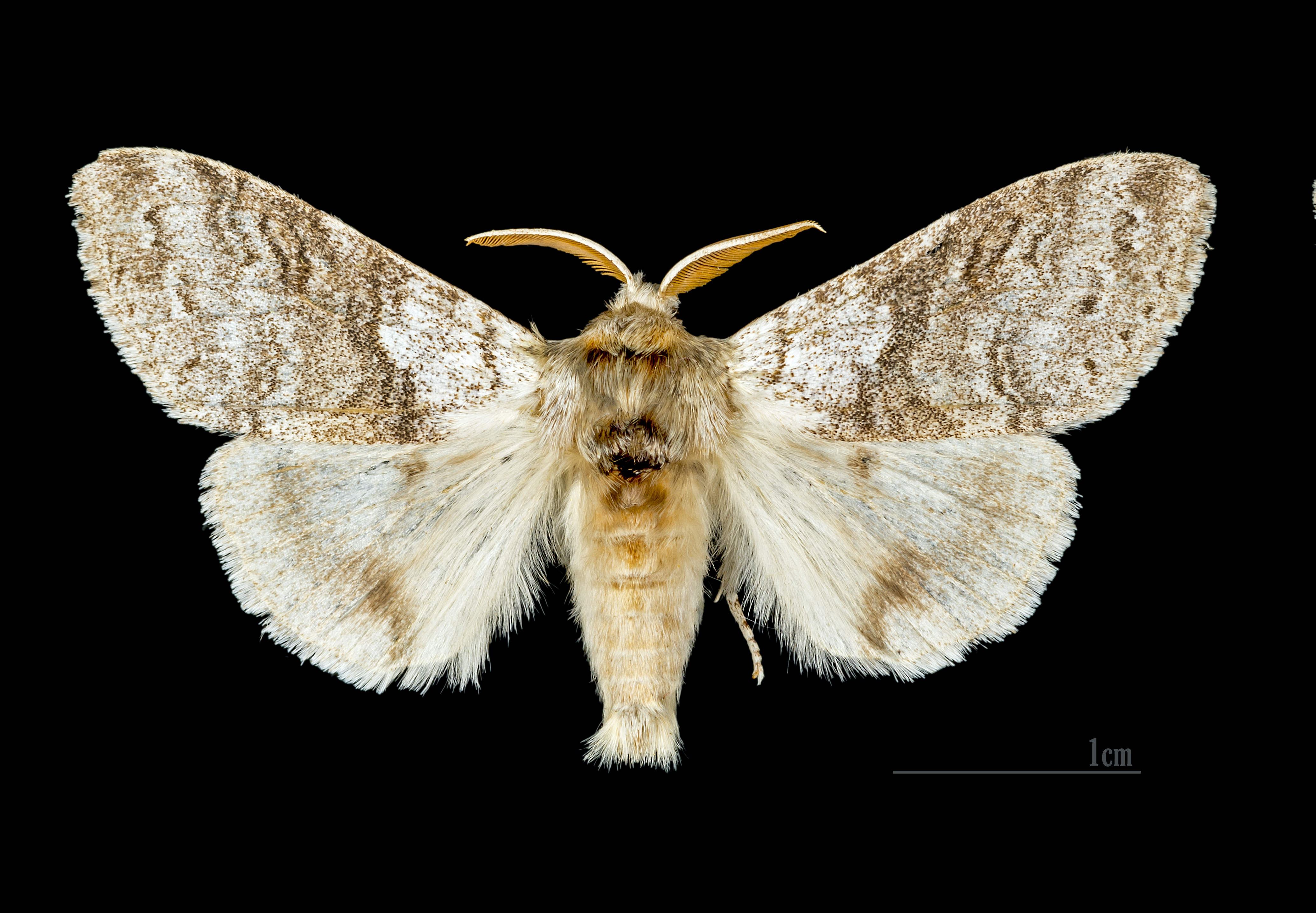
Dorsalansicht ♂
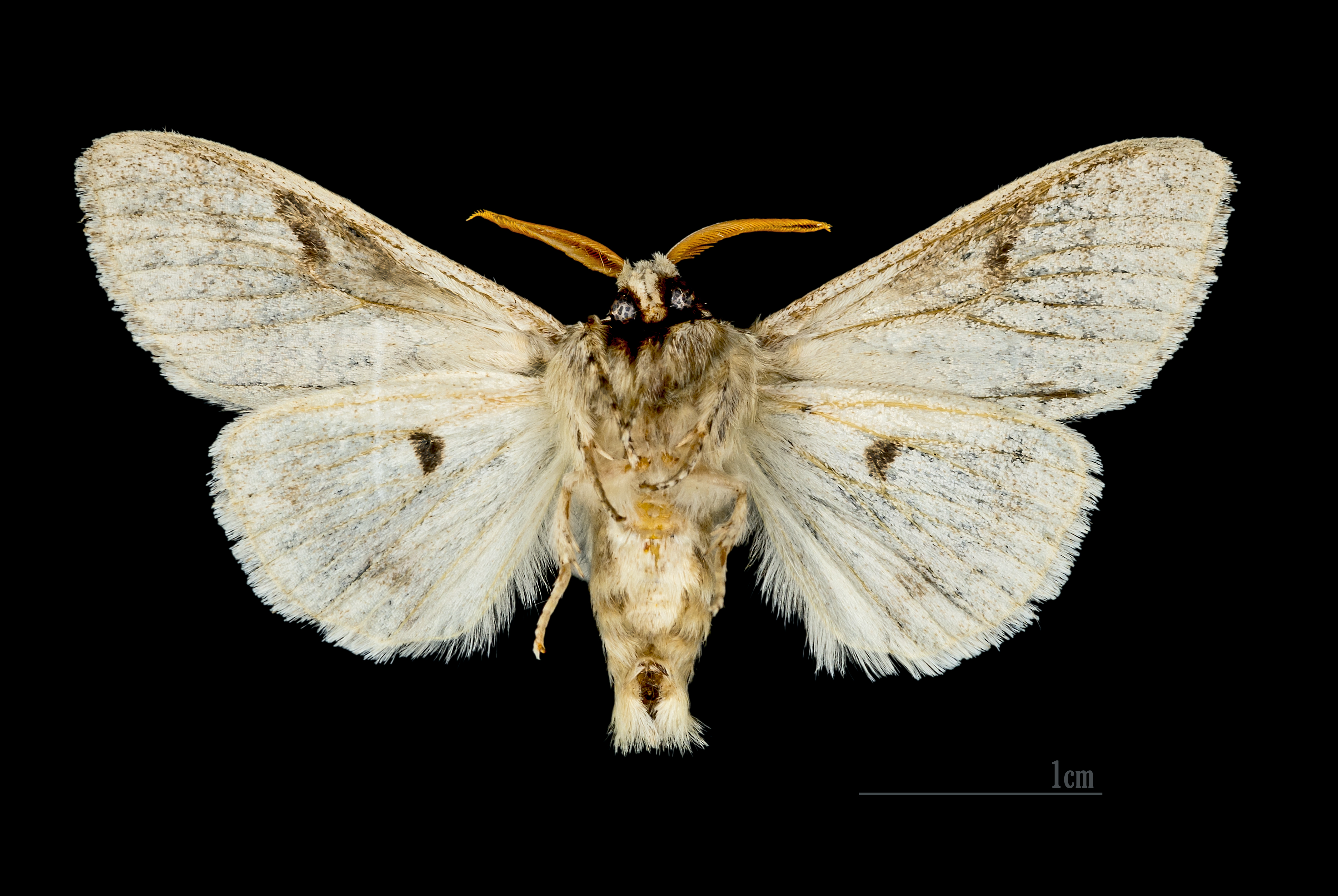
△ Ventralansicht ♂
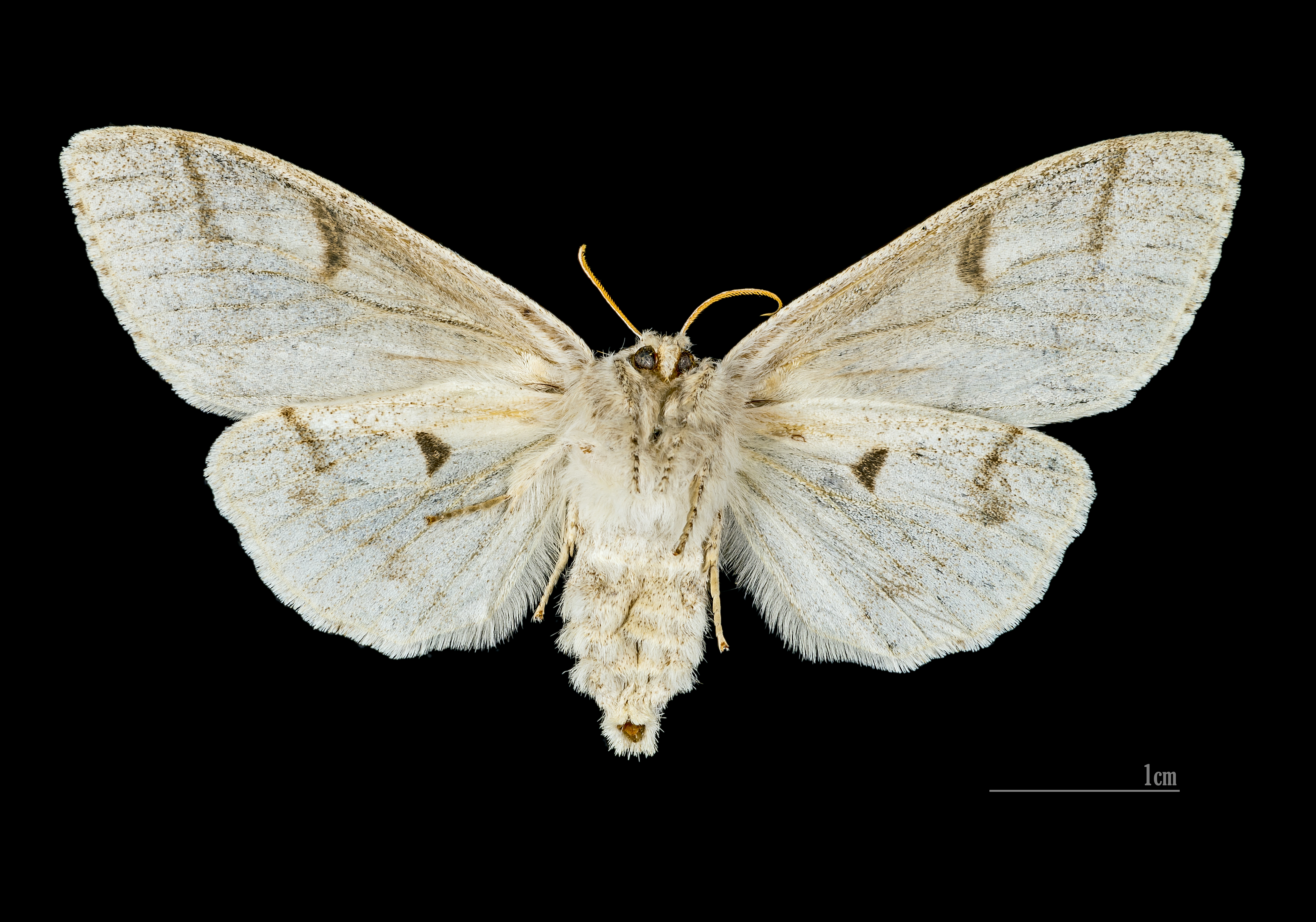
△ Ventralansicht ♀
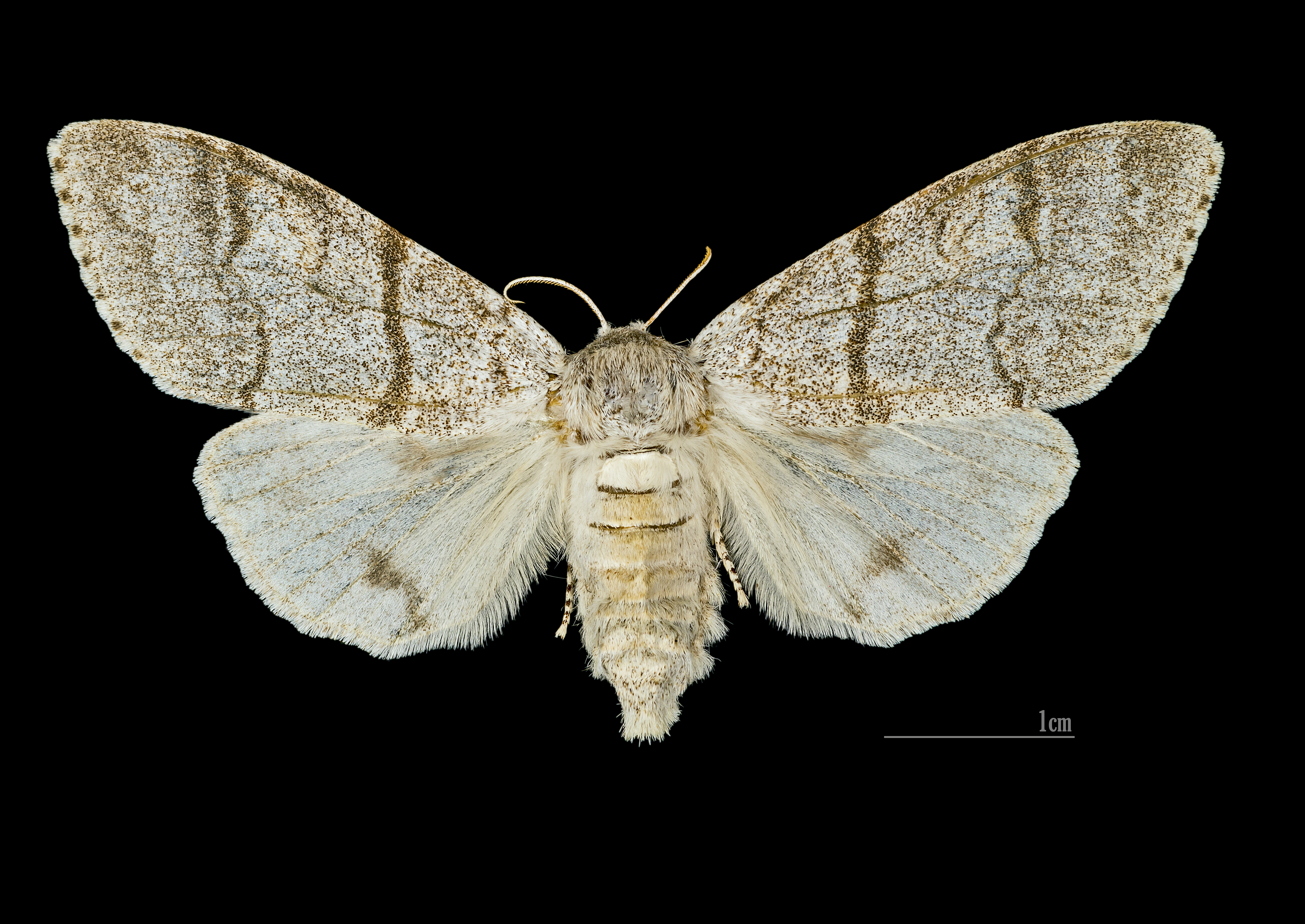
Dorsalansicht ♀

## Ähnliche Arten
- Tannen-Streckfuß (Calliteara abietis)
- Ginster-Streckfuß (Calliteara fascelina)

## Synonyme
- Dasychira pudibunda
- Elkneria pudibunda

## Vorkommen
Die Tiere kommen in fast ganz Europa, außer im hohen Norden und Teilen des Mittelmeerraums, östlich bis zum Kaukasus vor. Sie leben vor allem in Laubwäldern, aber auch in Hecken, Parks und Gärten. Sie sind häufig und weit verbreitet.

## Lebensweise

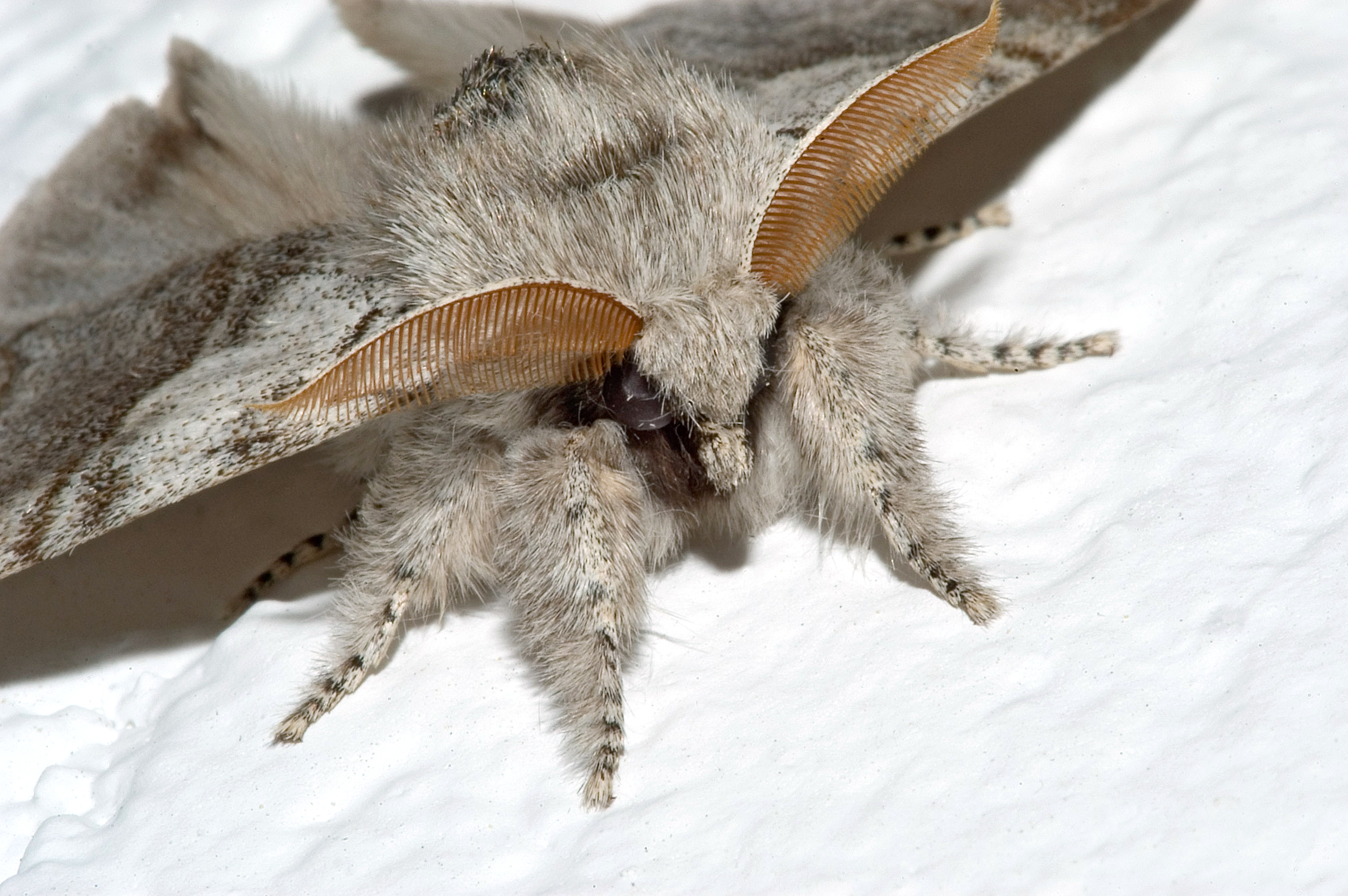
Männchen von vorne

Die nachtaktiven Falter kann man mit künstlichem Licht anlocken, wobei besonders die Männchen vom Licht angezogen werden. Die Tiere strecken in ihrer Ruheposition ihre Vorderbeine nach vorne, weswegen sie auch ihren deutschen Namen erhalten haben.

### Flug- und Raupenzeiten
Der Falter fliegt in einer Generation in der Zeit von Mai bis Juni, die Raupen findet man von Juli bis Oktober.

### Nahrung der Raupen
Die Raupen ernähren sich von verschiedenen Laubbaum- und Straucharten, vor allem von Salweide (Salix caprea), Hainbuche (Carpinus betulus), Rotbuche (Fagus sylvatica), Stieleiche (Quercus robur), Gemeiner Hasel (Corylus avellana), Hänge-Birke (Betula pendula), Apfelbaum (Malus domestica) und Eberesche (Sorbus aucuparia).

## Entwicklung
Die Weibchen legen einschichtige Eispiegel mit bis zu 300 Eiern an Rinde oder Ästen ab. Anfangs leben die Raupen gesellig, dicht aneinandergedrängt. Schon früh werden sie aber zu Einzelgängern. Bei der Häutung sitzen junge Raupen auf einem gesponnenen Polster an der Blattunterseite, ältere Raupen ziehen sich dazu in zusammengerollte Blätter zurück. Die Verpuppung erfolgt am Boden zwischen Laub in einem, mit ihren Haaren versetzten, grauen oder braunen bis gelblichen Kokon. Die Puppe überwintert, die Falter schlüpfen erst im Frühjahr, bei passenden Temperaturen. Nicht nur aus historischer Zeit sind Massenvermehrungen des Buchen-Streckfußes bekannt. Da Massenauftreten aber oft erst spät im Jahr eintreten, haben sie nur geringen forstwirtschaftlichen Einfluss.

## Fressfeinde
Die Puppen werden öfter von Parasitoiden geschädigt, wie sich anlässlich mehrerer Massenvermehrungen in Italien herausstellte. Als wichtige Parasitoide des Puppenstadiums wurden dabei Raupenfliegen, Schlupfwespen, Brackwespen und Eulophidae ermittelt. Ziemlich selten wurden Schädigungen der Gelege durch Schlupfwespen der Gattung Trichogramma gefunden. Insekten, Vögel und Säugetiere traten kaum als Prädatoren von Larven, Puppen oder Imagines des Buchen-Steckfußes auf. Virale, mikrobielle und Pilzerreger tragen zur Larven- und Puppensterblichkeit bei. Die Massenvermehrung in Italien von 1988–1992 wurde durch das Auftreten von Nucleopolyhedrovirus 1992 endgültig zurückgedrängt, ohne weitere Massenvermehrungen in den folgenden Jahrzehnten in dem betroffenen Gebiet.

## Hautreizung
Während die Falter eine Tarntracht tragen, erwecken die Raupen den Anschein einer Warntracht, was vermuten ließe, dass sie übel schmecken, toxisch sind oder über eine irritierende Behaarung verfügen. Veröffentlicht wurde, dass die Brennhaare mancher Buchen-Streckfuß-Raupen Augenreizungen verursachen können. Klinische Fälle wurden nicht publiziert.